# 반부패 재단
반부패 재단(러시아어: Фонд борьбы с коррупцией, ФБК, FBK)은 알렉세이 나발니가 2011년 모스크바에 설립한 러시아의 비영리 단체이다. 주요 목표는 러시아 고위 관리들의 부패 사건을 조사하고 폭로하는 것이다.

## 같이 보기
- 2021년 러시아 시위
- 국제 투명성 기구